# 霍屯人
和屯人亦稱霍屯人，是蒙古國的突厥族，多數生活在乌布苏省。他們直到18世紀時仍然說突厥語，現在則說衛拉特語的杜爾伯特方言。他們的人口在2015年約10,000人。
他們的起源可能是吉爾吉斯人部落和維吾爾人，在17世紀被準噶爾人安置在蒙古西部，另一說法是在1753年被杜爾伯特部一位台吉車凌烏巴什安置在蒙古西部。
不像其他蒙古人，他們信仰伊斯蘭教遜尼派，也避免與其他民族通婚。中国西部阿拉善也存在类似的蒙古族穆斯林。